# Doug Larsen
Pour les articles homonymes, voir Larsen.
Douglas Larsen, né en 1976 et mort le 1er octobre 2023 dans le comté de Grand (Utah), est un militaire, homme d'affaires et homme politique américain. Il est membre du Sénat du Dakota du Nord, en tant que représentant pour le 34e district, à partir de 2020 jusqu'à sa mort en 2023.

## Biographie

### Études
Doug Larsen a obtenu un Bachelor of Science en communication et en sciences politiques de l'Université d'État de Minot,.

### Carrière
Doug Larsen sert dans la Garde nationale du Dakota du Nord pendant 29 ans. Il est mobilisé à deux reprises : en Irak (2009-2010), puis à Washington, DC (2013-2014). Après avoir obtenu le grade de major, il est commandant du 112e bataillon d'aviation. Il est lieutenant-colonel au moment de sa mort en octobre 2023.
Doug Larsen est le propriétaire d'Apex Builders, une entreprise de construction, ainsi que d'une franchise hôtelière Wingate by Wyndham à Bismarck dans le Dakota du Nord. Il est agent immobilier agréé.

### Carrière politique
Doug Larsen est élu au Sénat du Dakota du Nord en novembre 2020. Il entre officilement en fonction le 1er décembre 2020.
Il est élu pour le District 34 du Dakota du Nord, région dans laquelle se situe la ville de Mandan.

### Mort
Doug Larsen est mort le 1er octobre 2023 dans un accident d'avion durant un trajet entre le lieu de résidence de sa famille à Scottsdale (Arizona) et son domicile dans le Dakota du Nord. L'accident a lieu peu de temps après le décollage (d'une escale pour faire le plein, à l'aéroport régional de Canyonlands) dans le Grand County dans l'Utah, près de Moab.
Il a 47 ans lors du crash. Sa femme et ses deux enfants ont également péri lors de cet accident,,.